# LNB Pro A 2004-05
La LNB Pro A 2004-2005 fue la edición número 83 de la Pro A, la máxima competición de baloncesto de Francia. La temporada regular comenzó el 9 de octubre de 2004 y acabó el 12 de junio de 2005. Los doce mejor clasificados accederían a los playoffs, mientras que el Châlons-en-Champagne y el Jeanne d'Arc Vichy descenderían a la Pro B.
El campeón sería por primera vez en su historia el SIG Strasbourg tras derrotar al SLUC Nancy en la final a partido único.

## Equipos 2004-05
| Equipo                           | Ciudad               | Pabellón                                | Capacidad |
| -------------------------------- | -------------------- | --------------------------------------- | --------- |
| JL Bourg-en-Bresse               | Bourg-en-Bresse      | Salle des Sports                        | 2300      |
| ESPE Basket Châlons-en-Champagne | Châlons-en-Champagne | Salle Daniel Cabot                      | 400       |
| ÉS Chalon-sur-Saône              | Chalon-sur-Saône     | Le Colisée                              | 4070      |
| Cholet Basket                    | Cholet               | La Meilleraie                           | 5191      |
| Stade Clermontois BA             | Clermont-Ferrand     | Maison des Sports                       | 4630      |
| JDA Dijon                        | Dijon                | Palais des Sports Jean-Michel Geoffroy  | 4600      |
| BCM Gravelines Dunkerque         | Gravelines           | Sportica                                | 3500      |
| Hyères Toulon Var Basket         | Hyères – Toulon      | Palais des Sports de Toulon Espace 3000 | 4700 2200 |
| STB Le Havre                     | Le Havre             | Salle des Docks Océane                  | 3598      |
| Le Mans Sarthe Basket            | Le Mans              | Antarès                                 | 6003      |
| ASVEL Basket                     | Lyon – Villeurbanne  | Astroballe                              | 5643      |
| SLUC Nancy Basket                | Nancy                | Palais des Sports Jean Weille           | 6027      |
| Paris Basket Racing              | París                | Stade Pierre-de-Coubertin               | 4200      |
| Élan Béarnais Pau-Orthez         | Pau-Orthez           | Palais des Sports de Pau                | 7813      |
| Reims Champagne Basket           | Reims                | Complexe Sportif René Tys               | 3000      |
| Chorale Roanne Basket            | Roanne               | Halle André Vacheresse                  | 3300      |
| Strasbourg IG                    | Strasbourg           | Rhénus Sport                            | 6200      |
| Jeanne d'Arc Vichy               | Vichy                | Palais des Sports Pierre Coulon         | 3300      |

## Resultados

### Temporada regular
|     | Equipo                   | J  | G  | P  | PF   | PC   | Pts | Clasificación      |
| --- | ------------------------ | -- | -- | -- | ---- | ---- | --- | ------------------ |
| 1.  | Le Mans Sarthe Basket    | 34 | 25 | 9  | 2734 | 2465 | 59  | playoff            |
| 2.  | ASVEL Basket             | 34 | 25 | 9  | 2837 | 2605 | 59  | playoff            |
| 3.  | Strasbourg IG            | 34 | 24 | 10 | 2786 | 2639 | 58  | playoff            |
| 4.  | Paris Basket Racing      | 34 | 23 | 11 | 2517 | 2338 | 57  | playoff            |
| 5.  | ÉS Chalon-sur-Saône      | 34 | 21 | 13 | 2708 | 2506 | 55  | playoff            |
| 6.  | Élan Béarnais Pau-Orthez | 34 | 21 | 13 | 2825 | 2641 | 55  | playoff            |
| 7.  | Cholet Basket            | 34 | 21 | 13 | 2668 | 2509 | 55  | playoff            |
| 8.  | SLUC Nancy Basket        | 34 | 20 | 14 | 2845 | 2600 | 54  | playoff            |
| 9.  | BCM Gravelines Dunkerque | 34 | 17 | 17 | 2843 | 2813 | 51  | playoff            |
| 10. | STB Le Havre             | 34 | 17 | 17 | 2707 | 2673 | 51  | playoff            |
| 11. | JL Bourg-en-Bresse       | 34 | 15 | 19 | 2434 | 2602 | 49  | playoff            |
| 12. | Hyères Toulon Var Basket | 34 | 15 | 19 | 2685 | 2734 | 49  | playoff            |
| 13. | Stade Clermontois BA     | 34 | 14 | 20 | 2447 | 2596 | 48  |                    |
| 14. | JDA Dijon                | 34 | 13 | 21 | 2757 | 2780 | 47  |                    |
| 15. | Reims Champagne Basket   | 34 | 10 | 24 | 2594 | 2875 | 44  |                    |
| 16. | Chorale Roanne Basket    | 34 | 9  | 25 | 2563 | 2866 | 43  |                    |
| 17. | Châlons-en-Champagne     | 34 | 9  | 25 | 2486 | 2911 | 43  | Descienden a Pro B |
| 18. | Jeanne d'Arc Vichy       | 34 | 7  | 27 | 2673 | 2956 | 41  | Descienden a Pro B |

## Playoff
|  | Octavos de final         | Octavos de final       |                        |                        | Cuartos de final | Cuartos de final     |    |  | Semifinales | Semifinales |  |  | Final | Final |
|  |                          |                        |                        |                        |                  |                      |    |  |             |             |  |  |       |       |
|  |                          |                        |                        |                        |                  |                      |    |  |             |             |  |  |       |       |
|  |                          |                        |                        |                        |                  |                      |    |  |             |             |  |  |       |       |
|  | 1. Le Mans Sarthe Basket | 1                      |                        |                        |                  |                      |    |  |             |             |  |  |       |       |
|  | 1. Le Mans Sarthe Basket | 1                      | 8. SLUC Nancy Basket   | 1                      |                  |                      |    |  |             |             |  |  |       |       |
|  |                          | 8. SLUC Nancy Basket   | 8. SLUC Nancy Basket   | 1                      | 2                |                      |    |  |             |             |  |  |       |       |
|  | 9. BCM Gravelines        | 8. SLUC Nancy Basket   | 1                      |                        | 2                | 8. SLUC Nancy Basket | 2  |  |             |             |  |  |       |       |
|  | 9. BCM Gravelines        |                        | 1                      |                        |                  | 8. SLUC Nancy Basket | 2  |  |             |             |  |  |       |       |
|  |                          |                        |                        | 5. ÉS Chalon-sur-Saône | 0                |                      |    |  |             |             |  |  |       |       |
|  | 4. Paris Basket Racing   | 0                      |                        | 5. ÉS Chalon-sur-Saône | 0                |                      |    |  |             |             |  |  |       |       |
|  | 4. Paris Basket Racing   | 0                      | 5. ÉS Chalon-sur-Saône | 1                      |                  |                      |    |  |             |             |  |  |       |       |
|  |                          | 5. ÉS Chalon-sur-Saône | 5. ÉS Chalon-sur-Saône | 1                      | 2                |                      |    |  |             |             |  |  |       |       |
|  | 12. Hyères Toulon        | 5. ÉS Chalon-sur-Saône | 1                      |                        | 2                | 8. SLUC Nancy Basket | 68 |  |             |             |  |  |       |       |
|  | 12. Hyères Toulon        |                        | 1                      |                        |                  | 8. SLUC Nancy Basket | 68 |  |             |             |  |  |       |       |
|  |                          |                        |                        | 3. Strasbourg IG       | 72               |                      |    |  |             |             |  |  |       |       |
|  | 2. ASVEL Basket          | 1                      |                        | 3. Strasbourg IG       | 72               |                      |    |  |             |             |  |  |       |       |
|  | 2. ASVEL Basket          | 1                      | 7. Cholet Basket       | 0                      |                  |                      |    |  |             |             |  |  |       |       |
|  |                          | 10. STB Le Havre       | 7. Cholet Basket       | 0                      | 0                |                      |    |  |             |             |  |  |       |       |
|  | 10. STB Le Havre         | 10. STB Le Havre       | 2                      |                        | 0                | 2. ASVEL Basket      | 1  |  |             |             |  |  |       |       |
|  | 10. STB Le Havre         |                        | 2                      |                        |                  | 2. ASVEL Basket      | 1  |  |             |             |  |  |       |       |
|  |                          |                        |                        | 3. Strasbourg IG       | 1                |                      |    |  |             |             |  |  |       |       |
|  | 3. Strasbourg IG         | 1                      |                        | 3. Strasbourg IG       | 1                |                      |    |  |             |             |  |  |       |       |
|  | 3. Strasbourg IG         | 1                      | 6. ÉB Pau-Orthez       | 2                      |                  |                      |    |  |             |             |  |  |       |       |
|  |                          | 6. ÉB Pau-Orthez       | 6. ÉB Pau-Orthez       | 2                      | 1                |                      |    |  |             |             |  |  |       |       |
|  | 11. JL Bourg-en-Bresse   | 6. ÉB Pau-Orthez       | 0                      |                        | 1                |                      |    |  |             |             |  |  |       |       |
|  | 11. JL Bourg-en-Bresse   |                        | 0                      |                        |                  |                      |    |  |             |             |  |  |       |       |

## Premios

### Premios de la LNB
MVP de la temporada regular
- MVP extranjero :  Jermaine Guice (STB Le Havre)
- MVP francés :  Laurent Sciarra (BCM Gravelines)

Mejor jugador joven
- Mickaël Mokongo (Élan Sportif Chalonnais)

Mejor defensor
- Mickaël Mokongo (Élan Sportif Chalonnais)

Mejor entrenador
- Éric Girard (Strasbourg IG)

### MVP de las Finales
- Ricardo Greer (Strasbourg IG)